# Пічидегуа
Пічидегуа (ісп. Pichidegua) — селище в Чилі. Адміністративний центр однойменної комуни. Населення - 4965 осіб (2002). Селище і комуна входить до складу провінції Качапоаль і регіону Лібертадор-Хенераль-Бернардо-О'Хіггінс.
Територія — 320 км². Чисельність населення — 19 714 мешканців (2017). Щільність населення — 61,6 чол./км².

## Розташування
Селище розташоване за 56 км на південний захід від адміністративного центру області міста Ранкагуа.
Комуна межує:
- на півночі - з комуною Лас-Кабрас
- на північному сході - з комуною Пеумо
- на південному сході - з комуною Сан-Вісенте-де-Тагуа
- на півдні - з комуною Палмілья
- на південному заході - з комуною Пералільйо
- на заході - з комунами Ла-Естрелья, Марчіуе